# Réseaux. Communication – Technologie – Société
Pour les articles homonymes, voir Réseau.
Réseaux. Communication – Technologie – Société est une revue créée en 1982 par Patrice Flichy et Paul Beaud au Centre national d'études des télécommunications (CNET). Elle s'intéresse à l'ensemble du champ de la communication et plus particulièrement aux télécommunications, aux médias de masse et à l'informatique.

## Présentation
La revue Réseaux a d'abord été éditée par le Centre national d'études des télécommunications (CNET). En 1999, l'édition de la revue a été confiée à un éditeur scientifique et technique, Hermès science publications/Lavoisier,. La revue a été ensuite reprise par l'Université Paris-Est et éditée par un éditeur de sciences sociales, La Découverte.
La revue est proposée sur les plates-formes électroniques Cairn.info et Persée depuis 2006.